# Ophiopristis ensifera
Ophiopristis ensifera är en ormstjärneart som beskrevs av Addison Emery Verrill 1899. Ophiopristis ensifera ingår i släktet Ophiopristis och familjen knotterormstjärnor. Inga underarter finns listade i Catalogue of Life.